# 刘起龙墓
刘起龙墓，位于中国广东省深圳市深圳市大鹏街道鹏城社区龙头山南坡，为深圳市的一个市、县级文物保护单位，类型为古墓葬，公布时间为1983年5月30日。
刘起龙墓的历史年代为清代。